# Evangelischer Kirchenbezirk Konstanz
Der Evangelische Kirchenbezirk Konstanz bzw. das Evangelische Dekanat Konstanz ist einer von 24 Kirchenbezirken bzw. Dekanaten der Evangelischen Landeskirche in Baden. Er gehört zum Kirchenkreis Südbaden und umfasst derzeit (März 2024) 21 Kirchengemeinden mit 23 Pfarrstellen.
Die Leitung des Dekanats obliegt in kollegialer Weise der Bezirkssynode, dem Bezirkskirchenrat und dem Dekan bzw. der Dekanin. Derzeitiger Dekan ist seit 2022 (als Nachfolger von Hiltrud Schneider-Cimbal) Markus Weimer, der zugleich Pfarrer in Konstanz-Wollmatingen ist.

## Geschichte
Der Kirchenbezirk wurde 1892 gegründet und umfasste damals die Kirchengemeinden Kadelburg, Konstanz, Meersburg mit Markdorf, Meßkirch mit Pfullendorf, Salem, Singen mit Engen, Stockach und Überlingen. 1969 wurde der Kirchenbezirk Überlingen-Stockach von ihm abgetrennt. 1970 gab er vier Gemeinden an den neugegründeten Kirchenbezirk Hochrhein ab.

## Geographie
Der Kirchenbezirk Konstanz ist fast identisch mit dem Landkreis Konstanz. Er erstreckt sich von Engen im Norden bis nach Büsingen im Westen, den Untersee entlang bis Konstanz im Süden und unterteilt sich in drei Regionen:
- die Region Hegau mit dem Zentrum Singen,
- die Region Untersee mit dem Zentrum Radolfzell,
- und Konstanz.

Aufgrund der langjährigen Zugehörigkeit der Region zum Hochstift Konstanz, zu Vorderösterreich und zum Fürstentum Fürstenberg ist der überwiegende Teil der Bevölkerung römisch-katholisch. Die zahlenmäßig kleinen Diasporagemeinden sind Flächengemeinden, mit z. T. großer Ausdehnung.

## Regionen

### Konstanz
Konstanz unterscheidet sich als Universitäts-, Beamten- und Verwaltungsstadt von der umliegenden Region. Hier finden neben einer regen Arbeit der Arbeitsgemeinschaft Christlicher Kirchen in Deutschland auch ein Dialog mit Juden und Muslimen sowie Begegnungen und Austausche in Arbeitsgruppen und bei festlichen Anlässen statt. Studierende (ca. 4000) und Hochschulmitarbeitende sind prägende Gruppen.

### Radolfzell und Untersee
Radolfzell und die anderen Gemeinden am Untersee sind geprägt durch die Kur und den Tourismus. Die Menschen verbringen ihre Freizeit am See. Sie sind ansprechbar für kirchliche Veranstaltungen. Vor allem in den Kirchengemeinden am See sind Angebote für Touristen besonders in den Sommermonaten sinnvoll. Ein Ziel des Kirchenbezirks ist es, diese Arbeit zu koordinieren und auszubauen.
In den Sommermonaten verändert dies auch die Gemeinden. Es ist eine besondere Herausforderung, da die Bedürfnisse der Gäste andere sind als die der ansässigen Bevölkerung und sie auch nur auf Zeit in den Gemeinden anwesend sind.
In Radolfzell im „Haus der Diakonie“ hat das Diakonische Werk des Kirchenbezirks Konstanz seinen Hauptsitz. Standorte befinden sich zudem in Konstanz, Singen und Engen.

### Hegau
Im Hegau gibt es Kirchengemeinden, die sich über ein großes Gebiet erstrecken. Um Singen herum ist der größte Teil der Industrie in der Region angesiedelt. Daraus ergibt sich eine ganz andere Gemeindesituation als im übrigen Kirchenbezirk.
Eine Konsequenz hieraus ist die an die Bonhoeffer-Gemeinde in Singen angegliederte Beauftragung für den Kirchlichen Dienst in der Arbeitswelt (KDA).